# Petro Dorosenko
Petro Dorosenko (ukránul: Петро Дорофійович Дорошенко, oroszul: Пётр Дорофеевич Дорошенко, lengyelül: Piotr Doroszenko, (Csihirin, 1627. k. – Volokolamszk, 1698. november 19.) zaporozsjei kozák hetman. Az ő nevéhez köthető, hogy az Orosz Birodalom meg tudta szilárdítani uralmát Kelet-Ukrajna felett.

## Családja
Petro Dorosenko csihirini (czehryńi) kozák családból származott. Ugyanitt született Bohdan Hmelnickij is. Dorosenko egyik leszármazottja Natalja Nyikolajevna Goncsarova, Puskin felesége.

## Élete
Harcolt a Hmelnickij-felkelésnek is nevezett kozák-lengyel háborúban a lengyelek ellen. Ugyan később a lengyel király oldalára állt, de 1667 után átpártolt a krími kánhoz és a török szultánhoz.
Egész Ukrajnát az Oszmán Birodalom uralma alá akarta vetni, egyfajta vazallus államként, a román fejedelemségekhez hasonló státusszal. Ezért segítséget kért a tatároktól. 1671-ben Bracławnál Sobieski János legyőzte, de a következő évben a török szultán megüzente a háborút, amelynek célja a lengyelek és az oroszok kiűzése Ukrajnából.
Dorosenko kibontotta az újabb felkelés zászlaját, s a krími tatárok 60 ezer fős hordával vonultak a segítségére, míg a kozákok másik része végig kitartott a lengyelek mellett.
1672 nyarán a török szultán vezette fősereg a havasalföldi és a moldvai hadakkal ostrom alá vette a török-lengyel határon álló Kamienecet. Az ostromhoz rövidesen csatlakozott a kán és Dorosenko vezette kozák-tatár sereg is. Néhány héten belül az erősséget bevették, s Délkelet-Ukrajnát és Podóliát a törökök teljesen birodalmukhoz csatolták. A maradék ún. Balparti Ukrajna Dorosenko vezetésével török függésbe került állam lett. Csakhogy Sobieski Chocimnál fényes győzelmet aratott a törökökön, s az elfoglalt területek nagy részét is visszavette, köszönhető mindez annak is, hogy a kozákságból megint többen visszaálltak.
A lengyelek elleni harcoknak ugyan 1676-ban vége lett, ám a háború folytatódott, ezúttal az oroszok ellen. A török birodalom új nagyravágyó vezíre Kara Musztafa nem tett le Ukrajna meghódításáról, főleg, hogy Dorosenko továbbra is kitartott a szultán mellett és Jobbparti ukránföldet is felajánlotta neki. 1676-ban Dorosenko még megmaradt 12 ezer fős kozák had élén felkelést robbantott ki Czehryńben, de a cári sereggel szemben megadásra kényszerült. Közben Ibrahim pasa vezérletével egy nagy török sereg a krími kánság felől megpróbálta elfoglalni Czehryńt, de az ukrán hadak az oroszok segítségével megállították az inváziót. A törökök nem sokkal később felújították támadásukat, s most Kara Musztafa állt a hadak élére. Csatlakoztak hozzá a tatárok, de mindhiába: gyakorlatilag az összes kozák átállt az orosz cár oldalára és 1681-ben a nagyvezír Ukrajna meghódítására vonatkozó minden tervét feladta.
Dorosenko III. Fjodor orosz cár mellett kötelezte el magát. Ennek köszönhetően rövidesen megszilárdult az oroszok uralma Ukrajna felett, s a lengyelek is fellélegezhettek a nyugati országrészben.
Dorosenko részt vállalt a néhány évvel később kitört orosz-oszmán háborúban a tatárok és a törökök ellen indított ún. krími hadjáratban.
1698-ban halt meg Oroszországban. Személyisége, akárcsak Bohdan Hmelnickijé elég ellentmondásos. Bár hazájáért harcolt, de ő is különböző hatalmakhoz szegődött, s azoknak közvetlenül alárendelte Ukrajnát, melyet a háborúk (különösen az ezekkel mindig együtt járó barbár tatár betörések) teljesen tönkretettek. Ezt csak fokozta még a 20. században is tartó zsarnoki orosz uralom.